# Сан Бенедето Вал ди Самбро
Сан Бенедѐто Ва̀л ли Са̀мбро (на италиански: San Benedetto Val di Sambro, на местен диалект San Bandàtt, Сан Банъдат) е малко градче и община в северна Италия, провинция Болоня, регион Емилия-Романя. Разположено е на 602 m надморска височина. Населението на общината е 4495 души (към 2010 г.).